# Балаклавский проспект
Балакла́вский проспе́кт — улица Москвы в Нагорном районе и районе Чертаново Северное Южного административного округа и районах Зюзино и Ясенево Юго-Западного административного округа. Проходит от Варшавского шоссе до Севастопольского проспекта, является частью Южной рокады.

## Название
Назван 29 апреля 1965 года по древнему крымскому городу Балаклаве, ныне являющемуся частью Севастополя, в связи с расположением на юге Москвы среди улиц, носящих названия по географическим объектам юга Украины.
Балаклавой назвали место турки, захватив старинное древнегреческое поселение в 1475 году (по-турецки, балаклава — «гнездо рыб»).
Известен Балаклавский морской бой 23 июня 1773 года между российскими и турецкими кораблями; это была одна из блестящих побед молодого Черноморского флота Российской империи в русско-турецкой войне 1768—1774 годов. В состав Российской империи Балаклава вошла вместе с Крымом в 1783 году.

## Описание
Балаклавский проспект берёт начало от проходящего здесь по эстакаде Варшавского шоссе как продолжение Кантемировской улицы и проходит на запад, пересекая Симферопольский бульвар и Азовскую улицу: слева располагаются Большой и Малый Чертановские пруды и экспериментальный квартал «Северное Чертаново», а справа параллельно проходит Старобалаклавская улица, являющаяся бывшей трассой проспекта. Затем справа примыкают Большая Юшуньская, после которой проспект поворачивает на северо-запад, и Керченская улицы; слева от трассы расположен Битцевский лес. Магистраль заканчивается на пересечении с Севастопольским проспектом, переходя в улицу Обручева. Улица является частью Южной рокады.

## История
В XI—XIII веках возле села Зюзино, вдоль леса проходила дорога от деревни Чертановой до деревни Деревлевой, позже эта дорога стала частью бывшего шоссе Кашира — Рублёво.
В первой половине 1960-х годов шоссе стало южной границей застройки районов Волхонка-ЗИЛ и Зюзино, а в 1965 году, когда все улицы этих районов получили новые названия, шоссе было переименовано в Балаклавский проспект.
В 1979 году, в связи со строительством конно-спортивного комплекса «Битца», проспект был расширен на участке от КСК до Севастопольского проспекта.
Во время Олимпийских игр 1980 года на КСК проходили соревнования по конному спорту, и Балаклавский проспект от Севастопольского проспекта до КСК был официально обозначен как Олимпийская трасса с установкой соответствующих дорожных знаков.
В 1983 году на перекрёстке с Симферопольским бульваром и Чертановской улицей открыта станция метро «Чертановская».
В 1988 году на участке от Варшавского шоссе до Большой Юшуньской улицы была проложена новая более широкая трасса проспекта немного южнее первоначальной. Старая трасса осталась в качестве дублёра и 26 июня 2013 года получила современное название, Старобалаклавская улица.

## Примечательные здания и сооружения

### По чётной стороне
- № 2 корп. 5 — ресторан «Камелот»
- № 6, 6А — лицей № 1580 при МГТУ имени Н. Э. Баумана.
- № 6Б — почтовое отделение № 117639.
- № 8 — детский сад «Развитие XXI век».
- № 14А — кафе «Якитория».
- № 16 — отделение Банка ВТБ.
- № 16А — супермаркет «О’Кей».
- № 18 — школа № 536, дошкольное отделение № 3.
- № 18 корп. 1 — жилой дом, в котором жил и умер актёр театра и кино А. В. Панин[5].
- № 26 — автосалон «Toyota Центр Битца».
- № 30 корп. 2 стр. 1 — АЗС «ЕКА».
- № 32А — школа № 536, школьное отделение № 3.
- № 32 корп. 4 — Педагогический институт физической культуры и спорта МГПУ.
- № 36 — жилой дом, в котором жил советский военачальник, адмирал, создатель отечественного ракетно-ядерного флота С. Г. Горшков[6].
- № 48 — ресторан «Тануки».
- № 52 корп. 2 — магазин «Пятёрочка».
- № 54 — магазин «Дикси».

### По нечётной стороне
- № 3А — школа № 1179, структурное подразделение № 3.
- № 3Б — школа № 1179, Структурное подразделение № 2.
- № 5 — медицинский центр «Московский Доктор в Чертаново».
- № 5А — торговый центр «Штаер».
- № 9 — «Хот Род бар».
- № 11 — АЗС «ТСК-Макс».
- № 11А — ресторан «Бакинский бульвар».
- № 33 — конноспортивный комплекс «Битца».

## Транспорт

### Метро
В черте Балаклавского проспекта расположена станция метро «Чертановская».

### Автобусы
- м84:  Калужская — Сабурово
- с163:  Варшавская —  Проспект Вернадского
- 938: Чертаново Южное —  Калужская
- 968:  Профсоюзная — Северное Чертаново

Автобусы м84, с163 проходят по всей длине Балаклавского проспекта. Также к Балаклавскому проспекту подходят автобусы: 1, 224, 246, 273, 648, м90, т85, н16; 922, с929, с977, н8; 947, м95.
Балаклавский проспект пересекают трамваи:

### Трамваи
Конечная остановка «Балаклавский проспект»:
- 3:  Чертановская —  Чистые пруды

Промежуточная остановка «Балаклавский проспект»:
- 1: Чертаново Южное — Москворецкий рынок
- 16: Чертаново Южное — Даниловская мануфактура

## В перспективе
В перспективе Балаклавский проспект должен стать частью Южной рокады: Рублёвское шоссе — Аминьевское шоссе — улица Лобачевского — улица Обручева — Балаклавский проспект — Кантемировская улица. Дальнейшее развитие магистрали соединит Балаклавский проспект с Каширским и Варшавским шоссе, а также с улицей Борисовские пруды. С другой стороны трасса направится в направлении Капотни. Южная рокада будет огибать парк «Царицыно», но пройдет на достаточном отдалении от него, а под Борисовскими прудами появится тоннель длиной 4,5 километра.
По мнению главного архитектора, эта дорога позволила бы значительно сократить путь жителям города.
- Проезд под путями, на 8 декабря 2019 года, был практически готов[9]; трасса до Кантемировской — тоже.
- Открытие продления в виде проектируемого проезда № 5159[10] произошло 12 декабря этого же года[11].